# Гасанов, Малик Аваз оглы
Малик Аваз оглы Гасанов (азерб. Malik Əvəz oğlu Həsənov; род. 1971 года, село Гюнешли, Джалильабадский район, Азербайджанская ССР) — государственный и политический деятель. Депутат Милли Меджлиса Азербайджанской Республики IV, V, VI, VII созывов.

## Биография
Родился в 1971 году в селе Гюнешли, Джалильабадского района Азербайджана.
Окончил Азербайджанский педагогический институт русского языка и литературы, факультет русского языка и литературы,Азербайджанский государственный экономический университет по специальности «бухгалтерский учёт и аудит».
С 1997 года работал в должности инспектора в управлении Каспийского морского пароходства. С 2003 года — начальник отдела координации на транспорте Министерства транспорта Азербайджана.
С 2007 по 2010 годы возглавлял строительную компанию «Azinco Holding».
В 2010 году избран в Национальное собрание Азербайджана. Депутат Милли Меджлиса Азербайджанской Республики IV, V созывов.
Депутат Милли Меджлиса Азербайджана VI созыва.
Член комитета общественных объединений и религиозных организаций, член комитета по региональным вопросам Парламента.
Руководитель межпарламентской рабочей группы по отношениям с Южной Кореей.
Член азербайджанской делегации в Межпарламентской ассамблее СНГ.
Член партии «Новый Азербайджан».
В 2024 году на парламентских выборах в Азербайджане, которые состоялись 1 сентября, одержал победу в Джалилабадском городском избирательном округе №71. Официально избран депутатом Милли Меджлиса Азербайджана седьмого созыва, первое заседание которого состоялось 23 сентября 2024 года.

## Награды
- Орден «Содружество» (29 ноября 2018 года, Межпарламентская ассамблея СНГ) — за активное участие в деятельности Межпарламентской Ассамблеи и её органов, вклад в укрепление дружбы между народами государств — участников Содружества Независимых Государств[6]
- Медаль «МПА СНГ. 25 лет» (27 марта 2017 года, Межпарламентская ассамблея СНГ) — за заслуги в деле развития и укрепления парламентаризма, за вклад в развитие и совершенствование правовых основ функционирования Содружества Независимых Государств, укрепление международных связей и межпарламентского сотрудничества[7]
- Почётная грамота Совета МПА СНГ (24 ноября 2016 года, Межпарламентская ассамблея СНГ) — за активное участие в деятельности Межпарламентской Ассамблеи и её органов, вклад в укрепление дружбы между народами государств — участников Содружества Независимых Государств[8]